# Fujiwara no Yoshikado
Fujiwara no Yoshikado (藤原 良門?; 813 – 867) è stato un politico giapponese.
Vissuto nel periodo Heian, è stato uno statista e un cortigiano; fu un ministro con il titolo di daijo-daijin.

## Genealogia
Yoshikado, membro del clan Fujiwara, fu il sesto figlio di Fujiwara no Fuyutsugu.  Tra i fratelli di Yoshikada c'erano Fujiwara no Yoshifusa, Fujiwara no Nagayoshi e Fujiwara no Yoshisuke.
Tra i discendenti di Yoshikado vi sono Fujiwara no Toshimoto, Fujiwara no Kanesuke, Fujiwara no Masatada, Fujiwara no Tametoki e Murasaki Shikibu.
Yoshikado è considerato l'antenato del clan Uesugi, del clan Ii, e del clan Nichiren.